# Echymipera kalubu
Echymipera kalubu là một loài động vật có vú trong họ Peramelidae, bộ Peramelemorphia. Loài này được Fischer mô tả năm 1829.